# Веселий Поділ (Золотоніський район)
Веселий Поді́л —  село в Україні, в Золотоніському районі Черкаської області. Входить до складу Чорнобаївської селищної громади.

## Населення
За даними перепису 2001 року становило 118 осіб.

### Мовний склад
Рідна мова населення за даними перепису 2001 року:
| Мова       | Чисельність, осіб | Доля     |
| ---------- | ----------------- | -------- |
| Українська | 117               | 99,15 %  |
| Інше       | 1                 | 0,85 %   |
| Разом      | 118               | 100,00 % |